# O Menino Mais Rico do Mundo
O Menino Mais Rico do Mundo é uma série de televisão infantil brasileiro criado por Francisco Abreu (conhecido como Xá) e é baseada no seu livro João, o Menino Mais Rico do Mundo. A série foi produzida pela Na Laje Filmes e exibida pela Nickelodeon em 19 de fevereiro e 6 de março de 2024, escrito pelo Francisco Abreu e Elton Mattos e dirigida por Bete Rodrigues.
A série mostra como ressignificar as dificuldades, como a perda do avô de João, e traz temas importantes de maneira lúdica. Além de abordar a reciclagem de livros, a produção também mostra como reciclar o amor, o olhar para o próximo, a amizade e os relacionamentos.
O elenco traz os principais como Heitor Silva Ribeiro como João, Helena Bougleux como Tina e Enzo Rosetti como Gael, dão a vida ao trio de amigos da série. Além deles, outros talentosos atores que integram o elenco incluem Yohana Back, Tásia d’Paula, Jully Rocha, Vinícius Domingues, Carlos Mariano e Rai Teichimam.

## Sinopse
João (Heitor Silva Ribeiro) sobre as questões que surgem em seu caminho, além de mostrar a maneira em que ele enxerga o mundo e lida com todos os desafios. A história segue as suas aventuras ao lado de seus amigos Tina (Helena Bougleux) e Gael (Enzo Rosetti), na Vila dos Bem-te-vis. Em meio a brincadeiras, o trio enfrenta situações que revelam a importância da amizade, da criatividade e da solidariedade.

## Elenco
| Heitor Silva Ribeiro | João                |
| Helena Bougleux      | Tina                |
| Enzo Rosetti         | Gael                |
| Recorrente           |                     |
| Tásia d'Paula        | Teresa              |
| Jully Rocha          | Julia               |
| Beto Schultz         | Alberto             |
| Théo Salomão         | Túlio               |
| Yohana Back          | Yoyo                |
| Carlos Mariano       | Seu Davi, o padeiro |
| Vinícius Domingues   | Tio Léo             |
| Rai Teichimam        | Janete, a carteira  |

## Produção
Em 2021, a série começou a ser produzida pela Na Laje Filmes, às filmagens dos episódios de O Menino Mais Rico do Mundo iniciaram-se em 18 de novembro e foram finalizadas em 22 de dezembro do mesmo ano.

## Episódios
| N.º | Título            | Exibição original       |
| --- | ----------------- | ----------------------- |
| 1 | "O Campinho Novo" | 19 de fevereiro de 2024 |
| O irmão mais velho de Gael rouba a sua bola. A única forma de recuperá-la é vencer o encrenqueiro numa partida de futebol. Mas, para isso, João e seus amigos devem encontrar um campinho de verdade.                                                    |                   |                         |
| 2 | "A Grafiteira"    | 19 de fevereiro de 2024 |
| João e Tina recolhem da rua uma caixa que caiu de um caminhão de mudança. Os dois iniciam uma expedição pelas ruas da vila para encontrar o novo morador e descobrem que aquela caixa guarda muto mais surpresas do que poderiam imaginar.               |                   |                         |
| 3 | "A Chuva"         | 20 de fevereiro de 2024 |
| Um temporal se aproxima da Vila dos Bem-te-vis, estragando os planos e o dia de vários moradores, que reclamam do tempo ruim. Mas o olhar de João para aquele incrível fenômeno da natureza vai lhes mostrar um novo horizonte.                          |                   |                         |
| 4 | "A Rede"          | 20 de fevereiro de 2024 |
| João está incomodado com o uso excessivo de celulares por parte dos adultos. Com a ajuda dos amigos e de Yoyo, ele constrói redes de muito maior conexão, capazes de reconectar as pessoas com o mundo real.                                             |                   |                         |
| 5 | "Os Jatobás"      | 21 de fevereiro de 2024 |
| A prefeitura decide cortar os jatobás da praça. Os moradores se mobilizam rapidamente para impedir que isso seja realizado e o corte é postergado por alguns dias. É o tempo suficiente para que João coloque em ação um plano para salvar as árvores.   |                   |                         |
| 6 | "A Troca"         | 21 de fevereiro de 2024 |
| Dona Teresa encontra uma caixa repleta de livros, mas nem todos são de interesse de sua família. Jogá-los fora não é uma possibilidade. Cabe a João descobrir como se faz para reciclar livros usados.                                                   |                   |                         |
| 7 | "O Sonho"         | 22 de fevereiro de 2024 |
| João e Gael ficam atônitos quando descobrem que o padeiro, Seu Davi, é um homem sem sonhos. Eles colocam, então, um plano para tentar resolver esse raro problema.                                                                                       |                   |                         |
| 8 | "A Carta"         | 22 de fevereiro de 2024 |
| A carteira Janete, que está atrasada com o serviço do dia, pede para Gael entregar duas cartas para ela. O menino troca as correspondências, iniciando uma grande confusão entre os moradores do bairro.                                                 |                   |                         |
| 9 | "O Aniversário"   | 23 de fevereiro de 2024 |
| João acorda feliz, é seu aniversário, porém se desanima quando ninguém se lembra da data. Dona Naila o cumprimenta e combinam de comemorar com um bolo do seu David e, quando vão busca-lo, uma surpresa o aguarda.                                      |                   |                         |
| 10 | "As Palavras"     | 23 de fevereiro de 2024 |
| Todos os dias o canteiro de flores da calçada da casa de João amanhece com um cocô de cachorro. Dona Teresa busca ajuda de Tio Léo, mas é João quem tem uma ideia revolucionária.                                                                        |                   |                         |
| 11 | "O Jornal"        | 26 de fevereiro de 2024 |
| João e os amigos tentam se divertir, mas as pessoas ao redor estão paranoicas com tantas notícias ruins no mundo. É nesse momento que ele tem uma ideia incrível: produzir um jornal só com notícias boas.                                               |                   |                         |
| 12 | "O Desafio"       | 26 de fevereiro de 2024 |
| Rubião está descrente do ser humano, que só sabe destruir o mundo. João, Tina e Gael tentam convencê-lo do contrário. O jovem entrega uma laranja a cada um e lança um desafio: se algum deles conseguir colocá-la de volta no pé, ele muda de opinião.  |                   |                         |
| 13 | "A Semente"       | 27 de fevereiro de 2024 |
| João precisa apresentar um trabalho escolar sobre uma personalidade feminina de destaque. Ele pede ajuda a várias pessoas e pesquisa muitos nomes para tentar escolher uma mulher inspiradora não só para ele, mas para todos os moradores da vila.      |                   |                         |
| 14 | "O Olhar"         | 27 de fevereiro de 2024 |
| João decide ajudar Dona Naila a florir a praça da vila, mas os mosquitos que chegam no fim da tarde dificultam essa missão. Em busca de materiais que sirvam de jardineiras, João e sua turma descobrem algo incrível que pode sanar o problema da vila. |                   |                         |
| 15 | "Dia de Cinema"   | 28 de fevereiro de 2024 |
| João acorda animado como um filme musical. Só não contava com uma coisa: aquele sábado é justamente o dia do mês reservado para a faxina geral de sua casa. No entanto, João não desiste de seu plano e é na faxina que encontra a solução.              |                   |                         |
| 16 | "A Horta"         | 28 de fevereiro de 2024 |
| Seu Nakamura anuncia que vai fechar a quitanda e se mudar. Os moradores entram em desespero sem saber onde encontrarão legumes, frutas e verduras tão frescas, bonitas e orgânicas. João acha a solução bem abaixo dos seus pés.                         |                   |                         |
| 17 | "O Primeiro Dia"  | 29 de fevereiro de 2024 |
| João descobre que Dona Teresa não fez faculdade porque ficou grávida dele e da irmã. Sentindo-se culpado por ter interrompido seus estudos, o menino decide colocar em prática um plano para realizar o grande sonho da mãe.                             |                   |                         |
| 18 | "O Teatro"        | 29 de fevereiro de 2024 |
| Na Vila dos Bem-te-vis há um beco que vira e mexe vira depósito de lixo. Dessa vez, descartaram nele um monte de compensado. Quando vê todo esse material, João tem uma ideia incrível: construir um palco e transformar o beco em um teatro.            |                   |                         |
| 19 | "O Pão"           | 1 de março de 2024      |
| As noites de segundas-feiras estão ameaçadas por um estranho que foi visto roubando pães da padaria do Seu Davi. Mas João e sua turma iniciam uma investigação e armam um plano para descobrir a identidade do criminoso e prendê-lo.                    |                   |                         |
| 20 | "A Amizade"       | 1 de março de 2024      |
| João acordou estranho, uma tristeza profunda nasceu no coração em seu coração. Sem saber como lidar com a situação, o menino busca a ajuda da família e dos amigos pra tentar mandar aquele sentimento pra bem longe.                                    |                   |                         |
| 21 | "A União"         | 4 de março de 2024      |
| Yoyo é atropelada por um carro perto da praça e vai parar no hospital. Ela machuca a perna e precisa fazer uma cirurgia. Para compensar o tempo em que a catadora ficará sem trabalhar, os moradores criam uma solução.                                  |                   |                         |
| 22 | "O Palhaço"       | 4 de março de 2024      |
| Tina, João e Gael, ouvem o carro de som anunciar que o circo irá se apresentar na Vila dos Bem-te-vis. Yoyo também ouve. Mas o caminhão do circo tem um problema e tudo é cancelado.                                                                     |                   |                         |
| 23 | "O Ninho"         | 5 de março de 2024      |
| João acha um filhote de passarinho caído no chão. Ele o leva pra casa e cuida do animalzinho com todo o amor. Até que um dia o passarinho aprende a voar. E é aí que chega a hora de João reaprender a amar, deixando ir o amor que ele viu crescer.     |                   |                         |
| 24 | "A Família"       | 5 de março de 2024      |
| É dia do aniversário do avô de João, que já morreu há algum tempo. Para acalantar o dia e deixar a mãe menos triste, o menino faz uma proposta: homenagear o avô fazendo todas coisas que o deixava feliz. Assim, eles sentem o avô ainda vivo.          |                   |                         |
| 25 | "Os Bichinhos"    | 6 de março de 2024      |
| João acorda irradiando felicidade e alegria. Mas uma notícia triste o pega de surpresa: Leoa, a cachorrinha de Tina, morreu. A menina fica inconsolável e João terá de pensar rapidamente em algo para diminuir essa tristeza.                           |                   |                         |
| 26 | "A Vila"          | 6 de março de 2024      |
| João fica eufórico quando descobre uma promoção para concorrer a um show de seus artistas favoritos. Ele grava um vídeo dizendo por que a Vila dos Bem-te-vis merece esse presente, mas esquece um detalhe importante que pode arruinar suas chances.    |                   |                         |